# Littorio-Klasse
Die Littorio-Klasse war eine Klasse von Schlachtschiffen, die in den 1930er- und 40er-Jahren für die italienische Marine gebaut wurde. Die vier Schiffe – die Littorio, die Vittorio Veneto, die Roma und die Impero – wurden als Antwort auf den Bau der französischen Dunkerque-Klasse entwickelt. Während des Zweiten Weltkriegs wurden die Littorio, die Vittorio Veneto und die Roma im Mittelmeer im Kampf gegen die Royal Navy eingesetzt. Die Roma wurde 1943 versenkt. Die Impero war bis zum Ende des Krieges nicht fertig gestellt und wurde mit den verbliebenen Schiffen ab 1948 abgewrackt.

## Geschichte
Nach dem Ende der österreichischen Marine 1918 wurde Frankreich Italiens Hauptgegner im Mittelmeer. Zwar hatten weder Frankreich noch Italien ein neues Bauprogramm aufgelegt, doch war die Marine Nationale mit über 700.000 Tonnen an Kriegsschiffstonnage Italien mit 300.000 Tonnen weit überlegen. 1922 war Italien zur Washingtoner Flottenkonferenz gereist, um zumindest ein Verhältnis von 8 zu 10 gegenüber Frankreich zu erreichen. Stattdessen gelang es den italienischen Vertretern, Parität zu erzielen. Gleichzeitig wurde sowohl Frankreich und Italien weitere 70.000 Tonnen an Tonnage zugestanden.
1932 hatte Frankreich als Antwort auf die Deutschland-Klasse mit dem Bau der Dunkerque-Klasse begonnen. Da die Feindseligkeiten zwischen Paris und Rom bis zu diesem Zeitpunkt immer noch nicht ausgeräumt werden konnten, begann Italien mit dem Entwurf eines Schlachtschiffes, das in Bewaffnung und Geschwindigkeit mit denen der Dunkerque-Klasse vergleichbar war.

Die Entscheidung, neue Schlachtschiffe mit der im Washingtoner Vertrag festgelegten maximalen Verdrängung zu bauen, stellte für die italienischen Konstrukteure eine große technische Herausforderung dar. In der Regel stützte man sich beim Bau neuer Schiffe stark auf die Konstruktion früherer Schiffe, die als Grundlage für die Gestaltung dienten. Bei einer so erheblichen Vergrößerung der Verdrängung war jedoch der Nutzen dieser Methode bei der Entwicklung der Littorio-Klasse stark eingeschränkt. Den Konstrukteuren unter Generalinspektor Umberto Pugliese gelang es, einen ausgewogenen Entwurf mit gutem Schutz, Geschwindigkeit und angemessener Bewaffnung zu entwickeln. Indessen ist das von Pugliese entwickelte spezielle Torpedoverteidigungssystem als problematisch zu bewerten. Am 10. Juni 1934 genehmigte die Regierung in Rom formell den Bau der neuen Klasse. Am 12. Juli 1935, acht Monate nach der Kiellegung der ersten beiden Schiffe, wurden die endgültigen Charakteristika der Littorio-Klasse vom Ausschuss für Marineprojekte genehmigt.

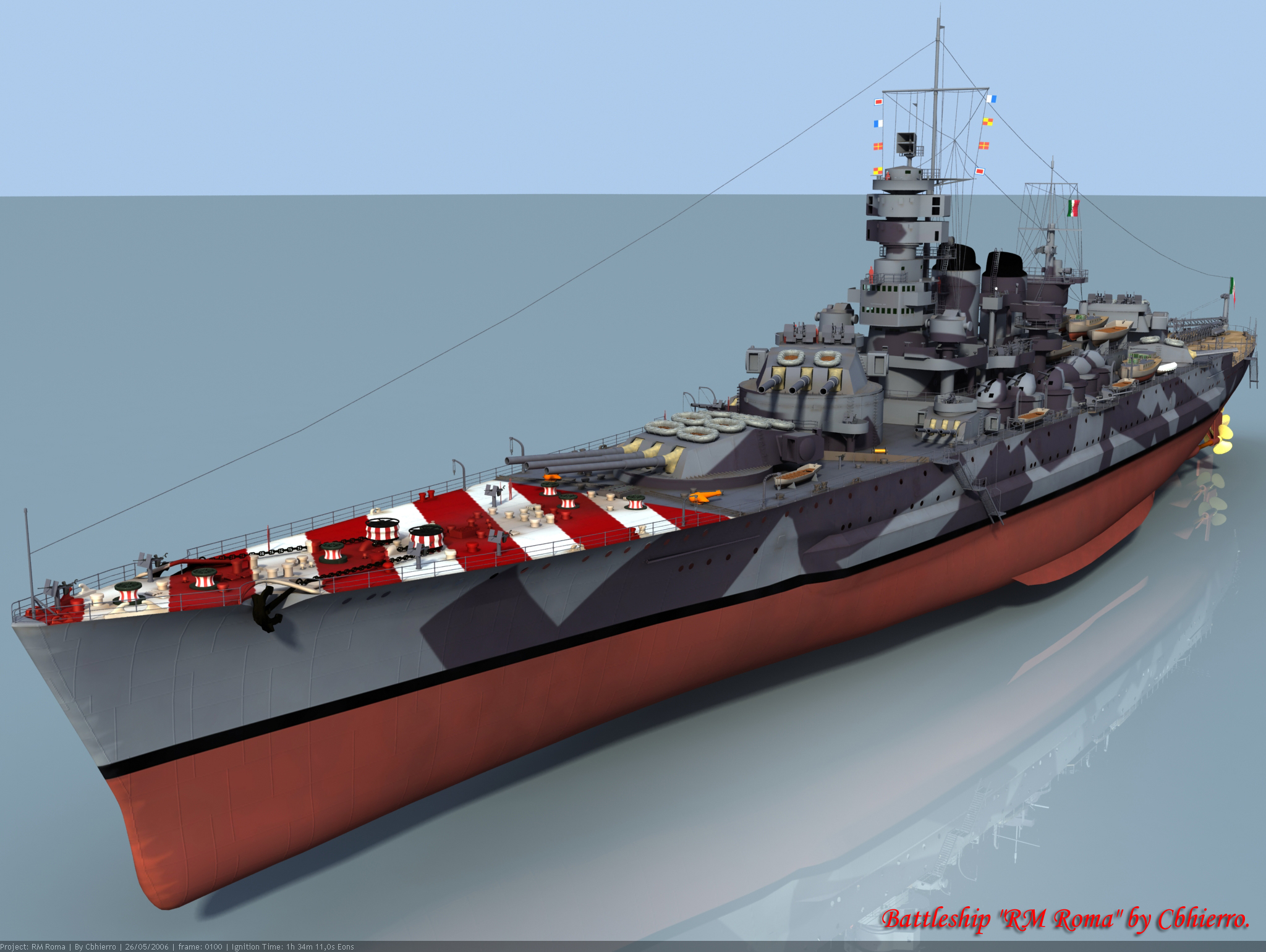
3D-Grafik der Roma

## Technik

### Schiffsmaße
Die Vittorio Veneto und die Littorio hatten eine Gesamtlänge von je 237,76 m und die Roma und Impero 240,10 m. Alle Schiffe hatten eine Länge zwischen den Loten von 224 m. Die Breite betrug 32,95 m und der Tiefgang 10,44 m. Die Verdrängung lag zwischen 41.167 t und 46.203 t.

### Antrieb
Die Schiffe waren mit vier Belluzzo-Dampfturbinen ausgestattet, die jeweils eine Welle antrieben und insgesamt 140.000 WPS (102.970 kW) entwickelten, mit der sie eine Höchstgeschwindigkeit von 30 Knoten (56 km/h) erreichten. Der Dampf wurde von acht Yarrow-Wasserrohrkesseln mit Überhitzern geliefert. Die Kessel erreichten eine Temperatur von 325 °C und einen Arbeitsdruck von 25 bar. Die Schiffe konnten maximal 4.123 t Heizöl mitführen, was ihnen bei 14 Knoten (25 km/h) eine Reichweite von 4.700 Seemeilen (8.704 km) und bei 20 Knoten (37 km/h) eine Reichweite von 3.900 Seemeilen (7.222 km) ermöglichte. Die Besatzung der Schiffe bestand aus 1830–1950 Offizieren und Mannschaft.

### Bewaffnung

#### Hauptbewaffnung
Die Hauptbewaffnung bestand aus neun 381-mm-Kanonen in drei Drillingstürmen mit der Bezeichnung 1,2 und 3 von vorn nach achtern. Zwei der Türme befanden sich vor und einer hinter den Aufbauten. Die 20 m langen Geschütze hatten einen maximalen Seitenrichtbereich von 320 Grad. Die Kanonen selbst wogen 111.664 kg und hatten bei einer maximalen Elevation von 36° und einer Mündungsgeschwindigkeit von 850 m/s eine Reichweite von 42.800 m. Sie verschossen 884 kg schwere Granaten mit einer Kadenz von etwa 1,3 Schuss pro Minute. Die seitliche Ausrichtung erfolgte durch Elektromotoren mit einer Geschwindigkeit von 6 Grad pro Sekunde. Die Erhöhung und Absenkung der Rohre erfolgte ebenfalls elektrisch mit einer Geschwindigkeit von 6 Grad pro Sekunde.

#### Sekundärbewaffnung
Die Sekundärbewaffnung setzte sich aus zwölf 152-mm-Kanonen in vier Drillingsgeschütztürmen zusammen. Zwei befanden sich neben Geschützturm 2 und zwei neben dem Geschützturm 3 achtern. Die 8,84 m langen Geschütze hatten einen Seitenrichtbereich von 240 Grad. Die Kanonen selbst wogen 9,68 t und hatten bei einer maximalen Elevation von 45° und einer Mündungsgeschwindigkeit von 910 m/s eine Reichweite von 25.740 m. Sie verschossen 50 kg schwere Granaten mit einer Kadenz von etwa 4 bis 5 Schuss pro Minute.

#### Flugabwehr
Die Flugabwehr bestand aus zwölf 90-mm-, zwanzig 37-mm- und zwanzig 20-mm-Kanonen, die sich neben und in den Aufbauten befanden. Die 90-mm-Kanonen waren in Einzellafetten mit einem Seitenrichtbereich von 240 Grad installiert. Bei einer Elevation von 75° und einer Mündungsgeschwindigkeit von 860 m/s hatten die Geschütze eine effektive Reichweite von 10.000 m. Die 37-mm- und die 20-mm-Kanonen, die zur Nahbereichsverteidigung eingesetzt wurden, hatten einen Seitenrichtbereich von 240 Grad und eine Elevation von 80 bzw. 100°. Die 37-mm-Kanonen hatten mit einer Mündungsgeschwindigkeit von 800 m/s eine effektive Reichweite von 5.000 Metern. Die Mündungsgeschwindigkeit der 20-mm-Kanonen lag bei 840 m/s. Damit hatten die Geschütze eine effektive Reichweite von 2.900 m.

### Panzerung

#### Seitenschutz
Die seitliche Panzerung bestand aus einer Verbundkonstruktion aus Stahlplatten mit Holzunterlage. Zwei äußere 70 mm dicke Platten, die auf 10 mm dickem Material auflagen, befanden sich in einem Abstand von 250 mm von der Hauptpanzerung. Ein 50 mm dickes Holzpolster wurde von 15 mm dicken Stahlplatten getragen, welche die innere Begrenzung des Sandwichsystems der Seitenpanzerung bildeten. Dieses System erstreckte sich über 675 mm von der äußeren Panzerung bis zur inneren Begrenzung der Stützplatten, davon 375 mm für die Stahlpanzerung und die Strukturbeplankung. Jedes Verbundelement bestand aus einer etwa 3 m großen quadratischen Platte, die von einer 60 mm dicken Panzerung eingerahmt war.
Der Hauptpanzergürtel, der um 8 Grad gegen die Senkrechte geneigt war, erstreckte sich ein wenig über die vordere Barbette hinaus bis nach achtern. Mittschiffs betrug er 280 mm und bildete zusammen mit 210-mm- vorn und 280-Querschotten achtern die gepanzerte Zitadelle. Vorn verjüngte er sich auf 60 mm zum Bug hin. Am Heck war nur eine innere Seitenpanzerung von 70 mm vorhanden.

#### Deck
Die Schiffe der Littorio-Klasse waren mit drei gepanzerten Decks ausgestattet. Das Oberdeck war über den Maschinenräumen und Magazinen 36 mm dick, unterlegt mit 9-mm-Stahlplatten. Das Hauptdeck war über den Magazinen 100 bis 150 mm dick unterlegt mit 12 mm Stahl und über den Maschinenräumen 90 bis 100 mm.

#### Geschütze
Die Panzerung der Geschütztürme der 381-mm-Kanonen war zwischen 130 und 380 mm dick. Die darunterliegenden Barbetten waren zwischen 280 mm – zwischen Ober- und Hauptdeck – und 380 mm dick. Die Kanonen der Sekundärbewaffnung waren durch 80 bis 280 mm Panzerung geschützt. Die Barbette, die nicht durch zusätzliche Deckspanzerung verstärkt war, hatte eine Dicke von 100 bis 150 mm. Die 90-mm-Flugabwehrgeschütze waren durch 12 bis 40 mm starke Schilde geschützt.

#### Aufbauten
Die Littorio-Klasse hatte keinen herkömmlichen gepanzerten Kommandoturm. Stattdessen war der gesamte vordere Brückenturm in unterschiedlichem Maße gepanzert und mit einer zweistöckigen Struktur versehen, die sich hoch oben in den Aufbauten befand. Die obere Ebene war zwischen 175 und 225 mm dick, jeweils mit 25-mm-Stahlplatten unterlegt. Die untere Ebene war mit 200 bis 250 mm Panzerung ausgestattet, die auf 10-mm-Stahlplatten montiert waren. Das Dach war 90 bis 120 mm dick und ein 150 bis 200 mm dickes Kommunikationsrohr verband die Zitadelle mit den Aufbauten.

### Energieversorgung
Die Stromversorgung erfolgte durch acht 220-V-Gleichstrom-Turbogeneratoren mit einer Leistung von 3.600 kW und vier Notfall-Dieselgeneratoren MS 368 von Fiat mit einer Leistung von 3.200 kW.

## Einheiten
- Littorio (Bj. 1934–1940, Typschiff, ab 30. Juli 1943 Italia, 1948 abgewrackt)
- Vittorio Veneto (Bj. 1934–1940, 1948 abgewrackt)
- Roma (Bj. 1938–1942, am 9. September 1943 von der dt. Luftwaffe nordwestlich von Sardinien versenkt)
- Impero (Bj. ab 1938, nie fertiggestellt, 1947 abgewrackt)